# Milán-San Remo 1933
La Milán-San Remo 1933 fue la 26.ª edición de la Milán-San Remo. La carrera se disputó el 26 de marzo de 1933. El vencedor final el italiano Learco Guerra.

## Clasificación final
| Posición | Ciclista         | Equipo                    | Tiempo     |
| -------- | ---------------- | ------------------------- | ---------- |
| 1        | Learco Guerra    | Maino                     | 7h 50' 41" |
| 2        | Alfredo Bovet    | Bianchi                   | +m. t.     |
| 3        | Pietro Rimoldi   | Bianchi                   | m. t.      |
| 4        | Karl Altenburger | Olympia                   | m. t.      |
| 5        | Ludwig Geyer     | Legnano-Clement           | m. t.      |
| 6        | Alfredo Binda    | Legnano-Clement           | + 1' 56"   |
| 7        | Antonio Negrini  | Genial Lucifer-Hutchinson | m. t.      |
| 8        | Decimo Bettini   | -                         | m. t.      |
| 9        | Carlo Moretti    | Bestetti                  | m. t.      |
| 10       | Michele Mara     | Bianchi                   | + 3' 29"   |